# Poney de Monterufoli
Le poney de Monterufoli (Pony di Monterufoli) est une race de poney italien originaire de la province de Pise.

## Histoire
Originaire de la province de Pise et tout particulièrement du site de Monterufoli, ce poney dériverait, selon quelques auteurs, d'une race éteinte qui vivait à l'état sauvage et connue sous le nom de « race de Selvena ». La zone d'origine du poney de Monterufoli coïncide pour une grande partie avec l'actuelle réserve naturelle de Monterufoli-Caselli, une zone de colline comprise entre 100 et 560 m d'altitude.
L'histoire du poney de Monterufoli commence en 1913 quand les terres de Monterufoli furent achetées par les comtes du Gherardesca. Ils y gagnèrent les terres, mais aussi des chevaux de petite taille de couleur noire restés à l'état sauvage. Si parfois il arrivait que quelques sujets soient apprivoisés par la population locale, la sélection véritable et l'amélioration de la race commencèrent par le travail de la famille Gherardesca qui choisit les meilleurs sujets de la population et les fit reproduire avec des étalons Maremmano, Tolfetano et orientaux. Par la suite, cette race se répandit dans les provinces de Pise, de Livourne et de Grosseto et un peu sur tout le territoire toscan.

## Description
La tête est longue et plutôt lourde, l'encolure courte et musclée. Le garrot est fort, les épaules droites et le dos large et robuste. La croupe est large et oblique, le poitrail ample. Les membres sont forts et musclés. La crinière et la queue sont fournies.

## Utilisations
Autrefois, les utilisations principales du poney de Monterufoli étaient la selle, mais surtout l'attelage. Il était utilisé par les commerçants, les médecins et les facteurs, qui tous l'appréciaient pour sa résistance et son endurance.
Aujourd'hui, l'objectif des éleveurs est de sélectionner pour obtenir un poney robuste pour la selle et les concours de saut d'obstacles.

## Diffusion de l'élevage
Son niveau de menace est considéré comme « en danger critique d'extinction » par la FAO, en 2007. La population compte environ 200 sujets. C'est peu, mais déjà une augmentation considérable comparée aux petites dizaines présentes au début des années 1980. Depuis quelques années le département des sciences zootechniques de l'université de Florence (Dipartimento di Scienze Zootecniche dell’Università di Firenze) s'occupe de sa caractérisation morphologique, génétique et aussi fonctionnelle.